# Frite Ras

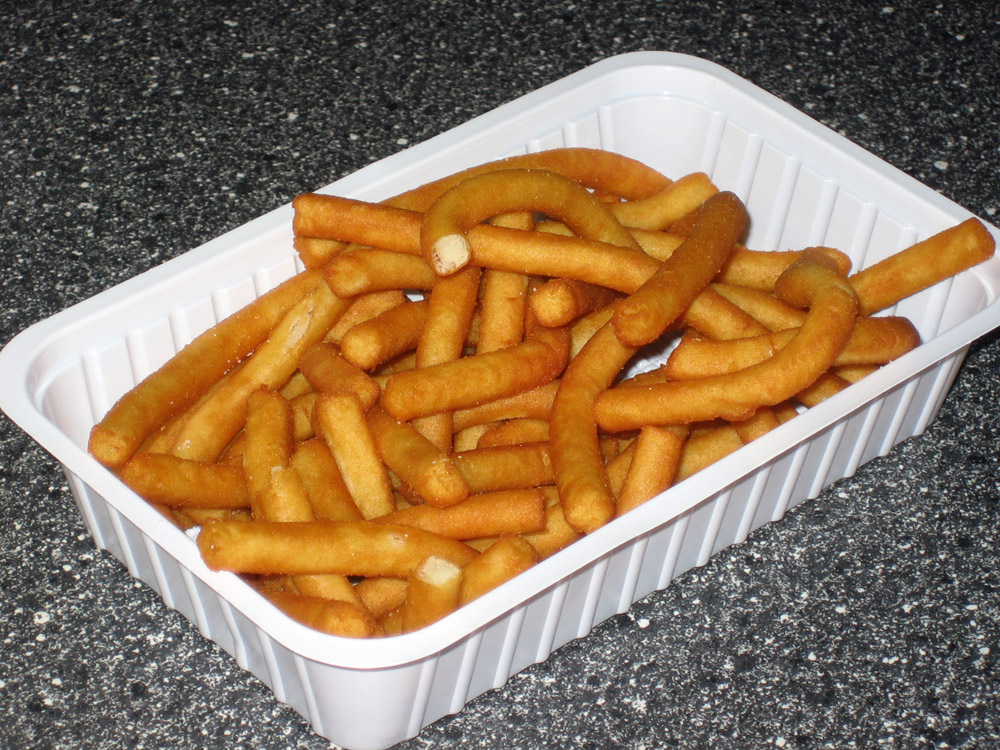
Portion de frites Ras.

La frite Ras est une sorte de frite reconstituée à partir de flocons de pomme de terre.
En mélangeant la poudre avec de l'eau, on fabrique une espèce de purée qui est alors extrudée dans une machine spéciale sous forme de boudins. Ceux-ci sont ensuite découpés en segments de longueur régulière pour être frits dans les conditions habituelles.
On obtient ainsi des frites, similaires aux frites classiques par leur composition et leur longueur, mais de couleur plus foncée. Leur saveur est également différente de celle des frites habituelles.
Le terme « Ras » est une marque déposée de la société néerlandaise Rixona (filiale du groupe Aviko), spécialisée dans la production de granulés et flocons de pomme de terre.